# 오스트리아 학파
오스트리아 학파(Austrian School)는 오스트리아에서 발전한 경제학파로, 사회현상이 전적으로 개인의 동기와 행동에서 기인한다는 방법론적 개인주의를 엄격히 고수한다. 오스트리아 학파의 이론가들은 경제 이론이 오직 인간 행동의 기본 원리로부터 도출되어야 한다고 주장한다.
19세기 말에서 20세기 초에 독일에 기반을 둔 역사학파와 방법론을 두고 대립하며 방법논쟁을 일으킨 오스트리아 비엔나의 카를 멩거, 오이겐 폰 뵘바베르크, 프리드리히 폰 비저 등을 중심으로 성립하였다. 오늘날 그 전통을 이어나가는 학자들은 세계 여러 나라에 분포해 있으나 모두 오스트리아 학파로 통칭된다. 20세기 이후 계량경제와 거시경제적 분석의 정당성을 거부하여 비주류 경제학의 일종으로 분류되고 있으나, 주관적 가치 이론, 가격의 한계주의, 경제 계산 논쟁의 공식화 등 이들의 일부 이론적 공헌은 주류 경제학에도 받아들여졌다. 1970년대 프리드리히 하이에크가 노벨 경제학상을 수상하며 다시 주목을 모았다.

## 같이 보기
- 한스-헤르만 호페
- 오이겐 폰 뵘바베르크
- 카를 멩거
- 루트비히 폰 미제스
- 프리드리히 하이에크
- 자유지상주의